# St. Michael (Brachwitz)

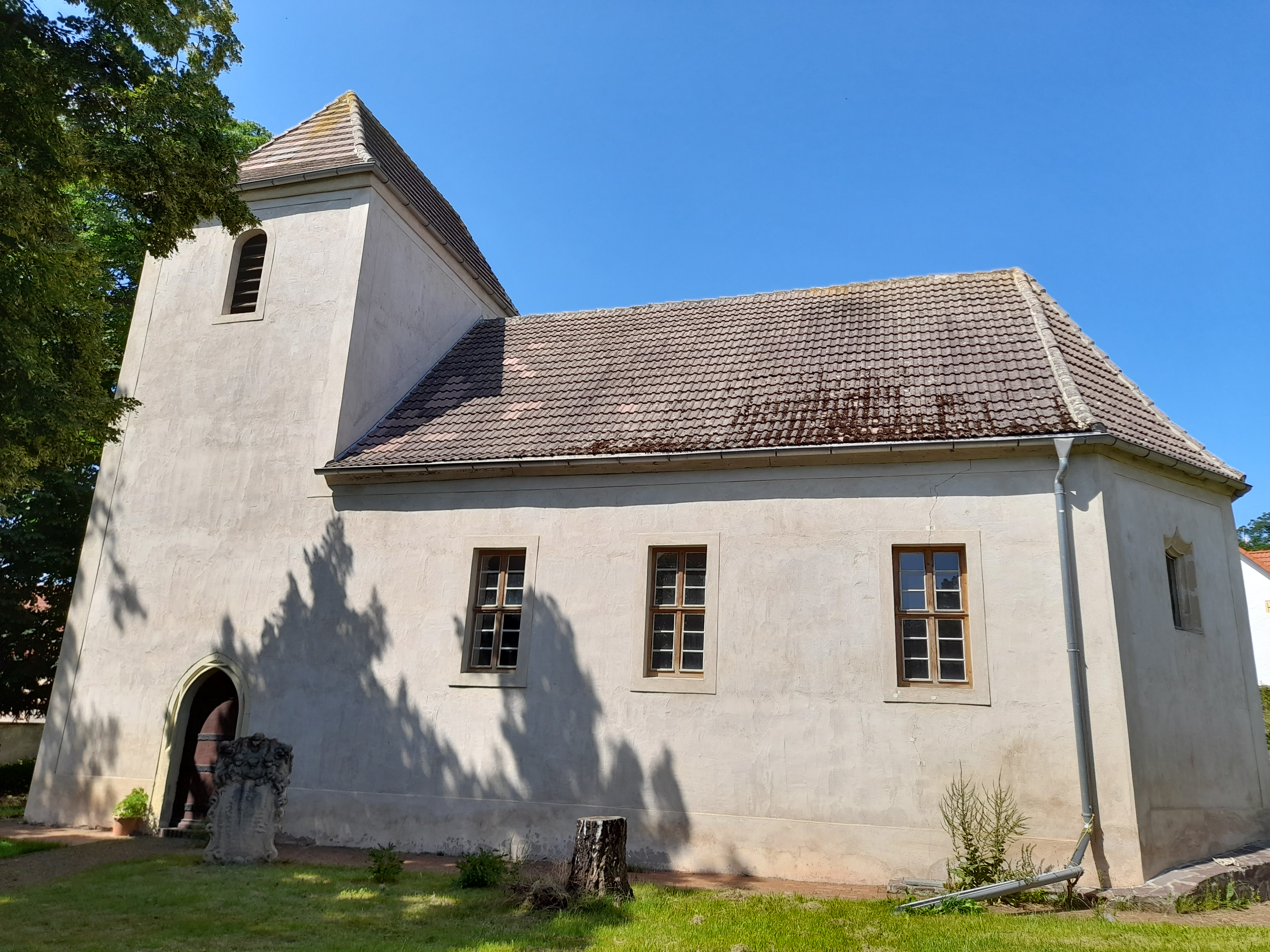
St. Michael Brachwitz, Ansicht von Süden, 2021

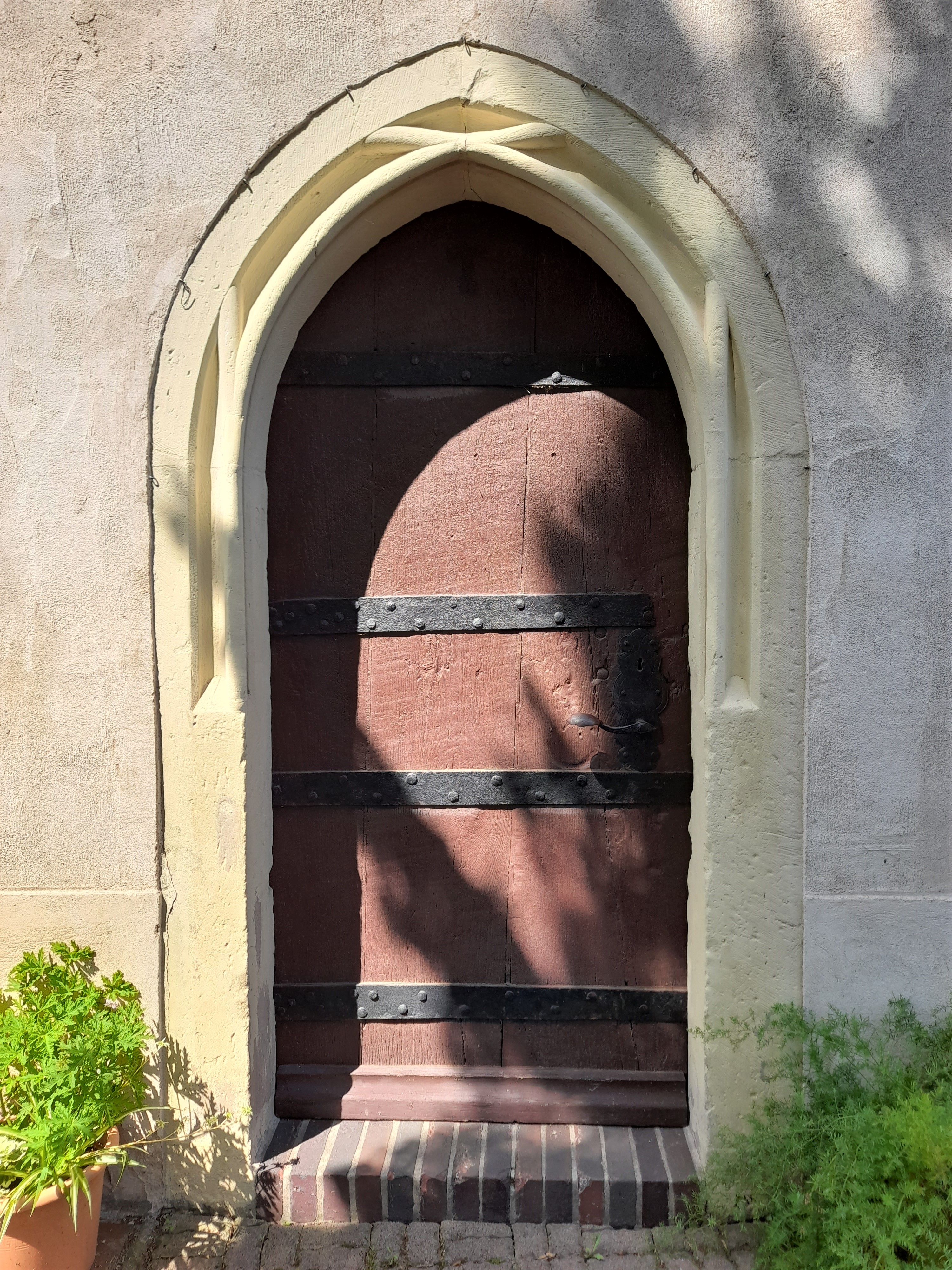
Spätgotisches Stabwerkportal

St. Michael ist die evangelische Kirche des Dorfes Brachwitz in Sachsen-Anhalt. Sie gehört zum Kirchengemeindeverband Wettin im Kirchenkreis Halle-Saalkreis der Evangelischen Kirche in Mitteldeutschland. Im Denkmalverzeichnis der Gemeinde Wettin-Löbejün ist die Kirche unter der Erfassungsnummer 094 55349 als Baudenkmal eingetragen.

## Geschichte
Vermutet wird, dass der ursprünglich slawische Ort bereits im 10. Jahrhundert eine wahrscheinlich hölzerne Kapelle besaß; ab Ende des 13. Jahrhunderts dann eine steinerne Kirche. Auf deren Fundamenten wurde um 1500 die jetzige Kirche erbaut.
Beschädigt wurde die Kirche durch einen Dorfbrand im Jahr 1603 und während des Dreißigjährigen Krieges. 1653 und 1725 kam es zu umfassenden Erneuerungen der Kirche. Eine neue Orgel wurde 1874 angeschafft. Erneute Renovierungen und Umgestaltung erfolgten 1931. Es wurde u. a. im Keller, wo sich einstmals die Gruft der Patronatsfamilie von Zimmern befand, eine Heizung installiert. In den Jahren 2003 und 2004 erfolgten Sanierungs- und Renovierungsarbeiten am Mauerwerk, an den Fundamenten und im Kircheninnern.

## Architektur
Bei dem um 1500 erbauten und dem Hl. Michael geweihten Kirchengebäude, gelegen leicht erhöht im Ortskern am Kirchplatz, handelt es sich um einen einschiffigen Bau mit dreiseitigem Ostabschluss und einem Westquerturm, der vom Ursprungsbau erhalten geblieben ist. Die rundbogigen Schallarkaden und das Walmdach des Turmes sind jedoch barock.
Am Turm ist auf der Südseite ein bemerkenswertes spätgotisches Stabwerkportal erhalten. An der Westseite des Turms und am Chor befindet sich je ein spätgotisches Vorhangbogenfenster. Die Fenster des Schiffs sind auf das Jahr der Erneuerung 1725 datierbar.

## Ausstattung
Das Kircheninnere ist mit einer verputzten Flachdecke, die von einem dekorativen durchgehenden Balken getragen wird, sowie einer zweiseitigen Empore ausgestattet.
An der Nordempore befinden sich Tafelbilder der vier Evangelisten mit ihren Symbolen in Halbkörper-Darstellung. An der Orgelempore im Westen sind die Wappen der Reformatoren Martin Luther, Philipp Melanchthon, Ulrich Zwingli und Johannes Calvin angebracht.
Der Altaraufsatz stammt aus dem Ende des 17. Jahrhunderts. Im Mittelbild zwischen Weinlaubsäulen ist die Kreuzigung Christi dargestellt, ein Ölbild vermutlich aus dem Jahr 1574; darunter die Predella mit einem Abendmahlsgemälde. Das Altarkruzifix stammt vermutlich aus dem 16. Jahrhundert.
Die Sandsteintaufe in gedrungener Kelchform stammt laut einer Inschrift aus dem Jahr 1460. Die Taufschüssel aus Messing wurde 1649 gestiftet. Die Kanzel, wie die Nordempore bemalt mit Evangelistenbildern, wird auf die erste Hälfte des 18. Jahrhunderts datiert.
Nachdem die alte Orgel 1874 nicht mehr nutzbar war, fertigte die Orgelbauwerkstatt Wäldner aus Halle eine neue mechanische Orgel mit einem Manual und sieben Registern an.

## Kirchhof

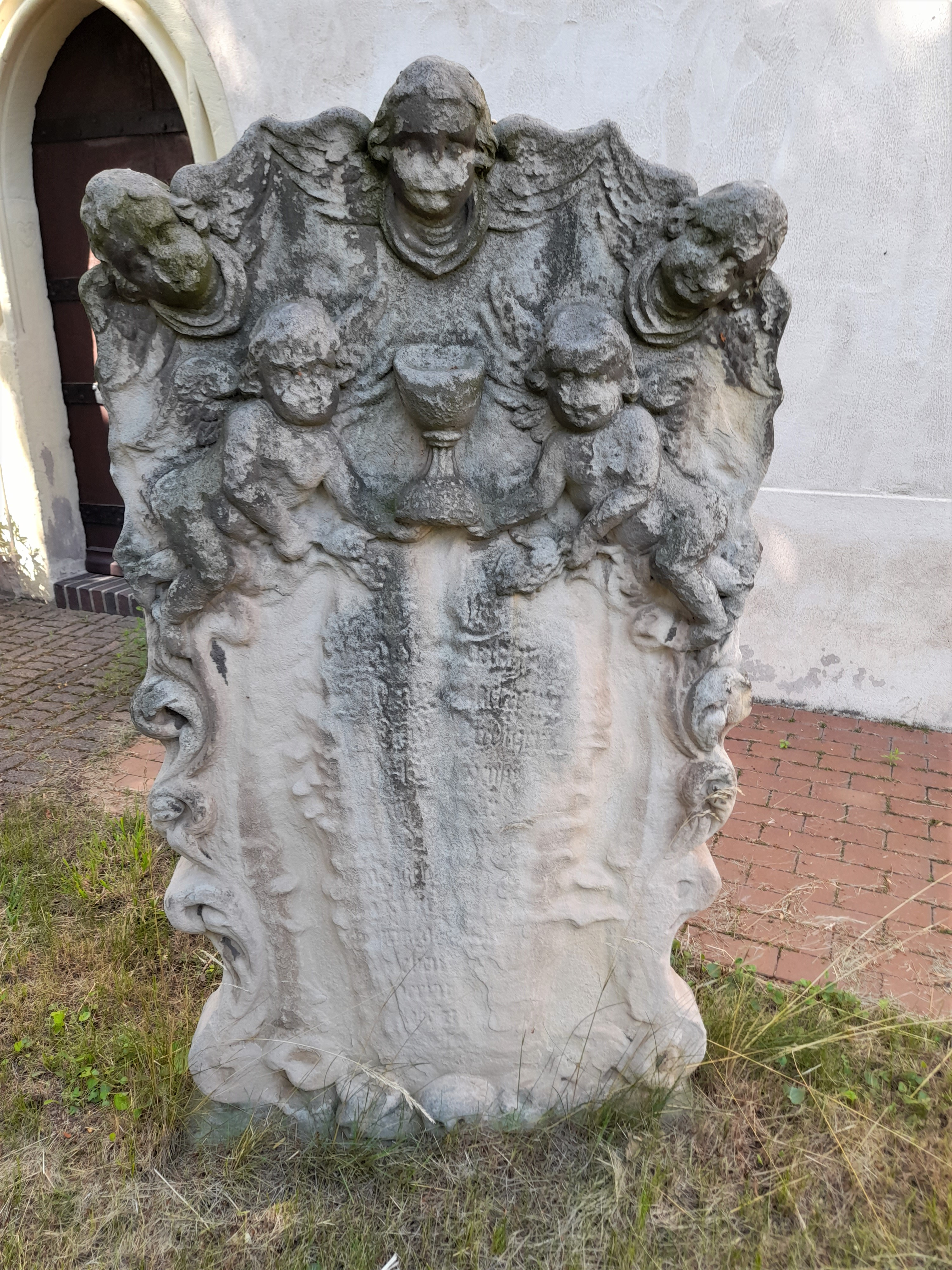
Barocker Grabstein auf dem Kirchhof

Auf dem Kirchhof innerhalb der Friedhofsmauer aus Porphyrsteinen sind zahlreiche aufwendig gestaltete barocke Grabsteine aufgestellt. Ein neueres Denkmal mit einer Metalltafel erinnert an die Opfer des Ersten und Zweiten Weltkriegs.